# Chanikanguo
Chanikanguo ist ein Verwaltungsbezirk (englisch Ward) des Distrikts Masasi (TC) in der tansanischen Region Mtwara.

## Geografie
Chanikanguo liegt im Südosten von Tansania nordöstlich des Zentrums der Distrikthauptstadt Masasi. Der Bezirk grenzt im Nordosten an Chikukwe, im Osten an Mpindimbi, im Süden an Marika, im Südwesten an Mtandi und im Nordwesten an Chikunja. Bei der Volkszählung 2022 lebten 6549 Menschen in 2101 Haushalten auf einer Fläche von 60 Quadratkilometern.

## Gliederung
Der Bezirk besteht aus neun Stadtteilen (Mtaa):
- Mchokonyo
- Ndunda
- Magumuchila
- Chisegu
- Maili Sita
- Namakongwa
- Mkajamila
- Tuleane
- Chanikanguo

## Infrastruktur
- Bildung: Die Chanikanguo Secondary School ist eine staatliche weiterführende Schule, die Tagesschüler bis zur 4. Stufe ausbildet.[7]
- Gesundheit: In Chisegu gibt es eine staatliche Apotheke.[8]
- Verkehr: Durch den Bezirk verläuft die Nationalstraße T6 nach Mtwara.[9]